# 正二十四胞体

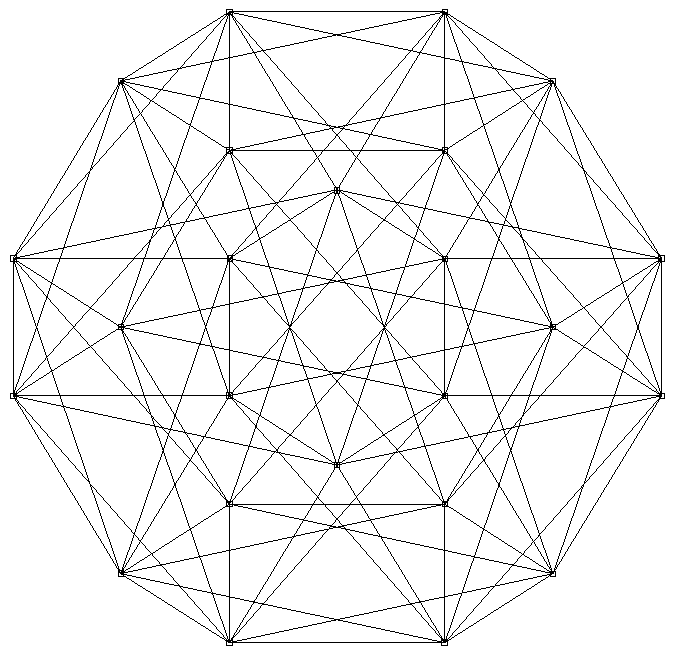
正二十四胞体

正二十四胞体(せいにじゅうしほうたい、Regular icositetrachoron)とは、 4次元正多胞体の一種で24の正八面体からできており、3次元以上で正単体以外の正多胞体では唯一、自己双対である。この図形は標準正多胞体ではないが、三次元に相当する正多面体もない、四次元独特の図形である。また、正八胞体（四次元超立方体）と正十六胞体の複合体の枠になるため、三次元の菱形十二面体に相当する。単独で空間充填が可能である。
- 胞（構成立体）：24個の各正八面体は頂点6個、辺12本、正三角形8枚を持つ。
- 面：96枚の各正三角形は頂点3個、辺3本を持ち、正八面体2個が集まる。
- 辺：96本の各辺は端点2個を持ち、正三角形3枚、正八面体3個が集まる。
- 頂点：24個の各頂点に辺8本、正三角形12枚、正八面体6個が集まる。その座標は (±1, ±1, 0,0)（複号任意）の全ての置換である[1]。
- 辺に集まる数と正三角形が持つ数はパスカルの三角形の第4段に等しい。また頂点に集まる数と正八面体が持つ数はパスカルのピラミッド（英語版）の第4段(Layer 3)の三角形の各段の数字の総和に等しい。
- シュレーフリ記号：{3,4,3}